# Bière
Bière ist eine politische Gemeinde im Distrikt Morges des Kantons Waadt in der Schweiz.

## Geographie
Bière liegt auf 698 m ü. M., 13 km westlich der Bezirkshauptstadt Morges (Luftlinie). Das Haufendorf erstreckt sich an der Aubonne, am Jurasüdfuss und auf dem vorgelagerten Jurafussplateau.
Die Fläche des 25,0 km² grossen Gemeindegebiets umfasst einen Abschnitt des Jurafussplateaus und des Waadtländer Juras. Der südöstliche Gemeindeteil wird von diesem Plateau eingenommen, in das die Aubonne und der Toleure im Lauf der Jahrmillionen tiefe Täler eingegraben hatten. Ganz im Osten reicht das Gebiet in den Wald Le Sépey (bis 725 m ü. M.). Nach Nordwesten erstreckt sich der Gemeindeboden über den dicht bewaldeten Steilhang (Côte de Bière) mit den Quellgebieten von Aubonne und Toleure bis auf die Antiklinale der Mont-Tendre-Kette. Dem Mont Tendre südöstlich vorgelagert ist der Crêt de Mondisé (1525 m ü. M.), westlich davon folgen mehrere kleine Senken und dann der Kamm von Monts de Bière (1530 m ü. M.) und Cunay, auf dem mit 1609 m ü. M. der höchste Punkt von Bière erreicht wird. Die Glacière de Saint-Livres ist eine Eishöhle auf rund 1380 m ü. M. auf dieser Jurakette. Im Bereich von Grand Cunay und Pré de Saint-Livres befinden sich ausgedehnte Jurahochweiden mit mächtigen Fichten, die entweder einzeln oder in Gruppen stehen. Von der Gemeindefläche entfielen 1997 6 % auf Siedlungen, 52 % auf Wald und Gehölze, 37 % auf Landwirtschaft und rund 5 % war unproduktives Land (Waffenplatz Bière).
Zu Bière gehören zahlreiche Einzelhöfe. Nachbargemeinden von Bière sind Berolle, Ballens, Yens, Saint-Livres, Aubonne, Saubraz, Gimel und Le Chenit.

## Bevölkerung
Mit 1713 Einwohnern (Stand 31. Dezember 2023) gehört Bière zu den mittelgrossen Gemeinden des Kantons Waadt. Von den Bewohnern sind 87,4 % französischsprachig, 3,6 % deutschsprachig und 3,6 % portugiesischsprachig (Stand 2000). Die Bevölkerungszahl von Bière belief sich 1850 auf 1181 Einwohner, 1900 auf 1269 Einwohner. Nachdem die Bevölkerung bis 1960 auf 1166 Einwohner leicht abgenommen hatte, wurde seither wieder eine steigende Tendenz verzeichnet.

## Wirtschaft
Bière war bis zu Beginn des 20. Jahrhunderts ein vorwiegend durch die Landwirtschaft geprägtes Dorf. Noch heute spielt die Landwirtschaft als Erwerbszweig der Bevölkerung eine gewisse Rolle. Sie konzentriert sich auf Ackerbau und Viehzucht auf dem Jurafussplateau sowie auf Milchwirtschaft und Viehzucht auf den Höhen.
Dank der guten Verkehrserschliessung haben sich in Bière einige Unternehmen des Baugewerbes, eine Skifabrik und die Zement-, Beton- und Kiesfabrik Holcim SA angesiedelt. Weitere Arbeitsplätze gibt es im Dienstleistungssektor.
Bière ist schweizweit bekannt als Standort eines Artillerie/Aufklärer- und Infanterie-Waffenplatzes, dessen Ursprung auf 1822 zurückgeht, als die eidgenössischen Truppen das von Aubonne und Toleure eingefasste Plateau Sur Champagne erstmals für grössere Übungseinheiten benutzten. Der Waffenplatz wurde 1874 für Artillerie und Infanterie geschaffen und gelangte 1913 in den Besitz der Eidgenossenschaft.

## Verkehr
Die Gemeinde ist verkehrstechnisch gut erschlossen. Sie liegt an der Hauptstrasse, die von Aubonne via Bière über den Col du Marchairuz in das Vallée de Joux führt. Bière verfügt über einen Anschluss an das schweizerische Eisenbahnnetz und wird von der Buslinie Gimel–L'Isle bedient.

## Geschichte
Die Überreste eines befestigten römischen Lagers deuten auf eine frühe Besiedlung des Gemeindegebietes hin; daneben wurden auch Gräber aus dem Frühmittelalter entdeckt. Viele Familien besassen in Bière Lehen, darunter seit dem 12. Jahrhundert das ortsansässige Adelsgeschlecht der „de Bière“.
Die erste urkundliche Erwähnung des Ortes erfolgte 1177 unter dem Namen Beria; 1228 erschien die Schreibweise Bieri. Der Ortsname ist auf das altfranzösische Wort berrie (Ebene) zurückzuführen. Seit dem 12. Jahrhundert ist ein ortsansässiges Adelsgeschlecht erwähnt. Ebenfalls im 12. Jahrhundert gründeten die Chorherren des Grossen Sankt Bernhards in Bière ein Priorat. Die „Heiliggeist-Bruderschaft“ (franz.: „La confrérie du Saint-Esprit“), besaß im Ort Wald, Weiden, Weinberge und ein Gebäude (heutiger Kirchgemeindesaal).
Mit der Eroberung des Waadts durch Bern im Jahr 1536 wurde das Priorat Bière in eine Herrschaft mit einem neunköpfigen Gericht umgewandelt und vom Berner Schultheiß Hans Steiger gekauft. Ein Feuer zerstörte das Dorf teilweise am 13. Oktober 1705. Um 1755 wurde die Herrschaft der Familie Steiger an den Niederländer Fabrice Burmann verkauft. Später folgten nacheinander die französisch-schweizerischen Bankiers Georges-Tobie de Thellusson und Jacques Necker. Bis 1798 wurde die zur Vogtei Morges gehörige Gemeinde durch einen Zwölferrat verwaltet.
Nach dem Zusammenbruch des Ancien Régime gehörte das Dorf Bière von 1798 bis 1803 während der Helvetik zum Kanton Léman, der anschliessend mit der Inkraftsetzung der Mediationsverfassung im Kanton Waadt aufging. 1798 wurde es dem Bezirk Aubonne zugeteilt. 1802 zerstörten die revolutionären Bourla-Papey das Archiv des Schlosses Bière.
Unter Ausnutzung der Wasserkraft des Flusses Aubonne kam es wegen der Land- und Forstwirtschaft früh zum Bau von Mühlen, Sägereien, Schmieden, einer Gerberei, einer Ziegelei und einer Papierfabrik. Ab 1822 benützte die Schweizer Armee regelmässig die Ebene von Bière (Siehe oben). Am 1. Juli 1895 erhielt Bière durch die Schmalspurbahn Bière–Apples–Morges Anschluss an die Verbindung Lausanne-Genf.

## Sehenswürdigkeiten
Die Kirche Saint-Benoît stammt aus dem 15. Jahrhundert, wurde später aber mehrfach restauriert und umgestaltet. In der Chorwand ist das Portal aus dem 12. Jahrhundert zu sehen, das einst zum heute verschwundenen Priorat führte. Im Ortskern sind einige typische Bauernhäuser aus dem 17. bis 19. Jahrhundert erhalten.

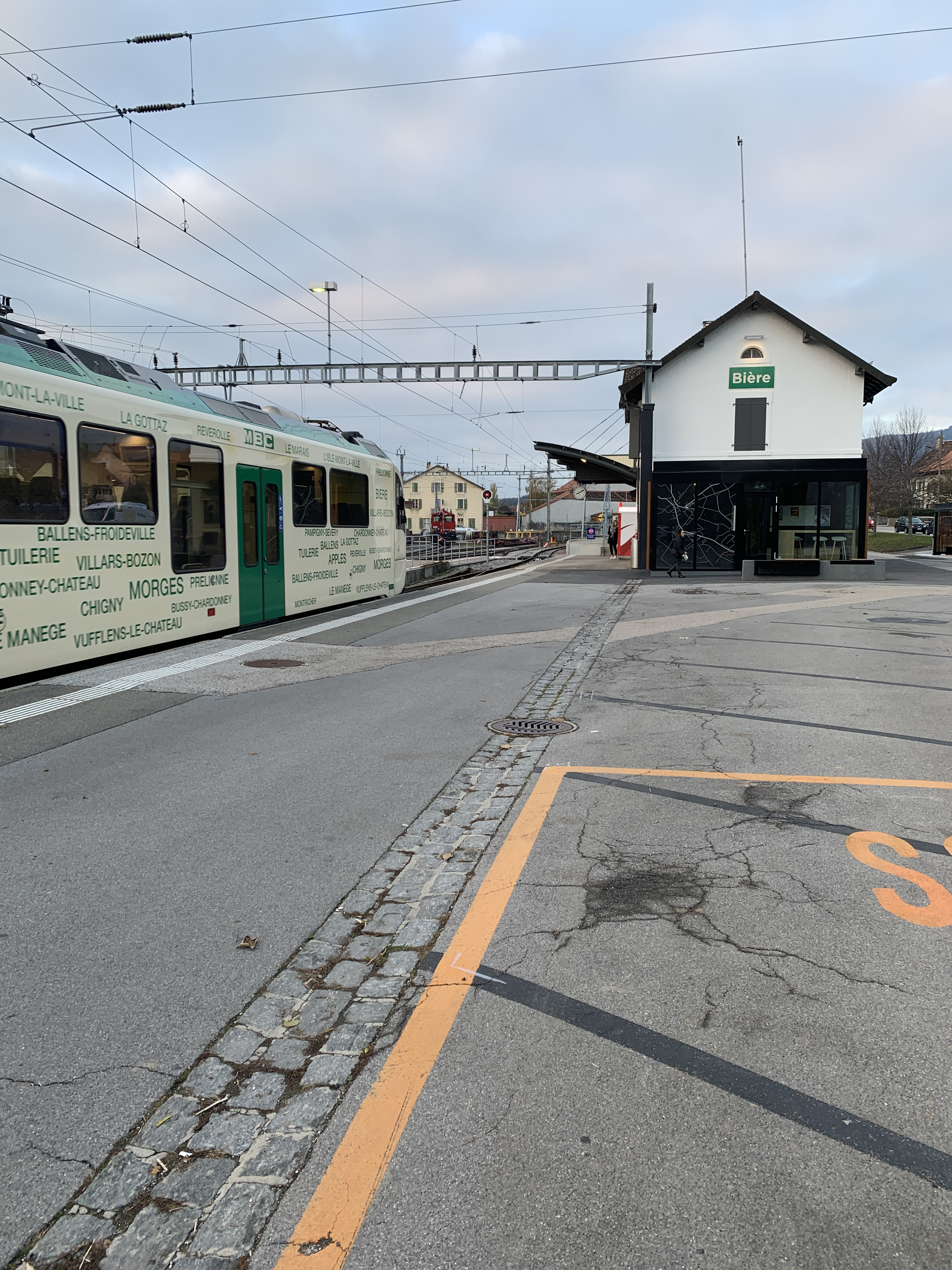
Bahnhof
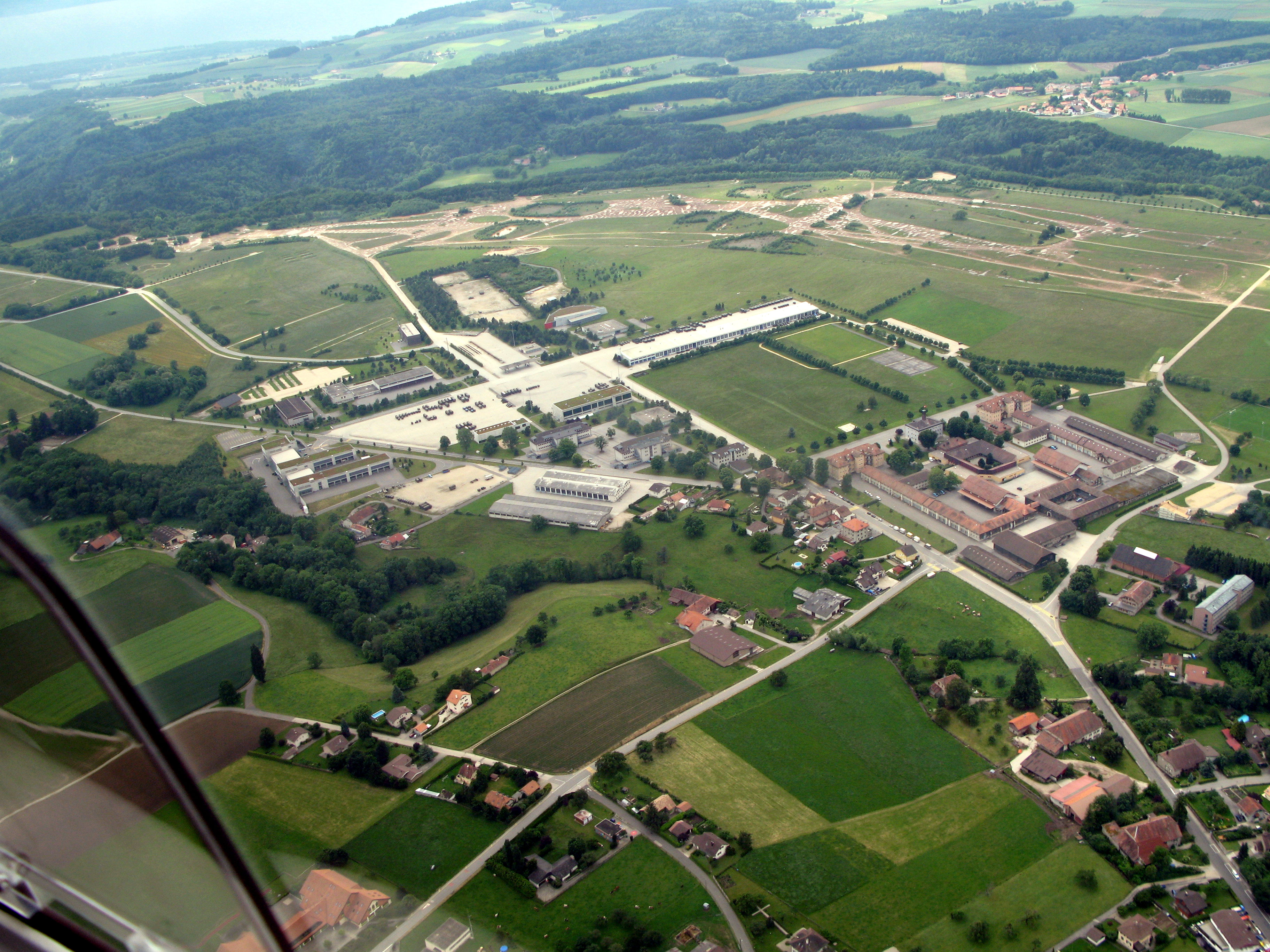
Militärgelände 2007
Militärgelände und Dorf 1949